# Popești (Iași)
Popeşti é uma comuna romena localizada no distrito de Iaşi, na região de Moldávia. A comuna possui uma área de  km² e sua população era de 4222 habitantes segundo o censo de 2007.